# Friedrich Eugen Weber-Liel
Friedrich Eugen Weber-Liel (* 19. Oktober 1832; † 30. November 1891 in Bonn) war ein deutscher Mediziner und HNO-Arzt.
Weber-Liel wurde bekannt durch die von ihm erstmals als Verfahren zur Heilung gewisser Formen von Schwerhörigkeit durchgeführte Tenotomie des Musculus tensor tympani.

## Leben
Nach seiner Approbation 1858 habilitierte Weber-Liel 1872 in Berlin und wurde 1884 ordentlicher Professor an der Universität Jena.  Das gab er nach einem Jahr aufgrund von Krankheit auf und zog zuerst nach Wiesbaden und dann nach Bonn.
Zusammen mit Rudolf Voltolini, Gruber und Nikolaus Rüdinger gründete Weber-Liel 1867 die „Monatsschrift für Ohrenheilkunde“. Darin veröffentlichte er im Januar 1872 seinen Artikel „Ueber die Zwecke, die Wirkung und die Ausführung der Tenotomie des M. tensor tympani“. Er erfand ein Ohrenmikroskop zur Beobachtung des Trommelfells.
Weber-Liel war Autor in der Real-Encyclopädie der gesammten Heilkunde.
- Beiträge zu Albert Eulenburgs Real-Encyclopädie der gesammten Heilkunde. Erste Auflage.
  - Band 9 (1881) (Digitalisat), S. 143–189: Mittelohr-Affectionen

## Schriften
- Ueber das Wesen und die Heilbarkeit der häufigsten Form progressiver Schwerhörigkeit. Untersuchungen und Beobachtungen, Berlin 1873